# Никольское 1-е (Панинский район)
Никольское 1-е — посёлок в Панинском районе Воронежской области России. Входит в Дмитриевское сельское поселение.

## География
Посёлок расположен в центральной части поселения, на правом берегу реки Правой Хавы при впадении в неё реки Желтухи.

### Улицы
- ул. Космонавтов
- ул. Свободы

## История
Основан в середине XVIII века. В 1859 году имел 17 дворов и 210 жителей. В 1900 году в поселке было 40 дворов с населением 245 человек, работало две крупорушки.

## Население
| 2000 | 2005 | 2010 |
| ---- | ---- | ---- |
| 57   | ↘51  | ↗52  |